# Unkana
Unkana is een geslacht van vlinders van de familie dikkopjes (Hesperiidae), uit de onderfamilie Hesperiinae.

## Soorten
- U. ambasa (Moore, 1857)
- U. batara Distant, 1886
- U. flava Evans, 1932
- U. harmachis (Hewitson, 1878)
- U. mindanaensis Fruhstorfer, 1911
- U. mytheca (Hewitson, 1877)